# Ján Chalupka
Ján Chalupka, pseudonymy Anonymus Belae Regis Notarius, Chlk, CLVI a jiné (28. října 1791, Horná Mičiná, Uhersko – 15. července 1871, Brezno, Uhersko) byl slovenský dramatik, publicista, spisovatel-prozaik a evangelický kněz.

## Životopis
Narodil se v rodině evangelického faráře Adama Chalupky a nebyl jediným členem rodiny, který se později stal literárně činným - stejně známým se stal i jeho bratr slovenský spisovatel Samo Chalupka. Vzdělání získal od otce, později studoval v Ožďanech, Levoči, v kolégiu v Prešově a v Sárospataku a studia ukončil v Jeně. Působil jako domácí učitel v Banské Bystrici a Vídni, učil na gymnáziu v Ožďanech, v roce 1824 se stal farářem v Brezně. V roce 1842 byl členem deputace národovců u vídeňského dvora. Zasazoval se o to, aby sídlem Matice slovenské bylo Brezno. Vystupoval proti maďarskému šovinismu, který považoval nejen za škodlivý, ale hlavně za nesmyslný.

## Tvorba
Díky svým divadelním hrám patří mezi zakladatele slovenské divadelní tradice. Svoje první díla psal česky, od roku 1848 pak slovensky; do slovenštiny přeložil i svá původně česky psaná díla. Psal hlavně divadelní hry, ve kterých zesměšňoval lokálpatriotismus, maďarský šovinismus, patolízalství, konzervativismus a měšťáckou zbabělost, nicméně věnoval se i historickým dílům, polemikám a prozaickým dílům. Jeho díla se vyznačují satirickým pohledem na slovenskou společnost tzv. fenomén Kocúrkovo, hlavně tu její část, která byla národně neuvědomělá. Inspiroval se hlavně německými dramatiky, od kterých převzal některé motivy, ale zasadil je do slovenského prostředí.

## Dílo
- Cyklus o Kocúrkove:

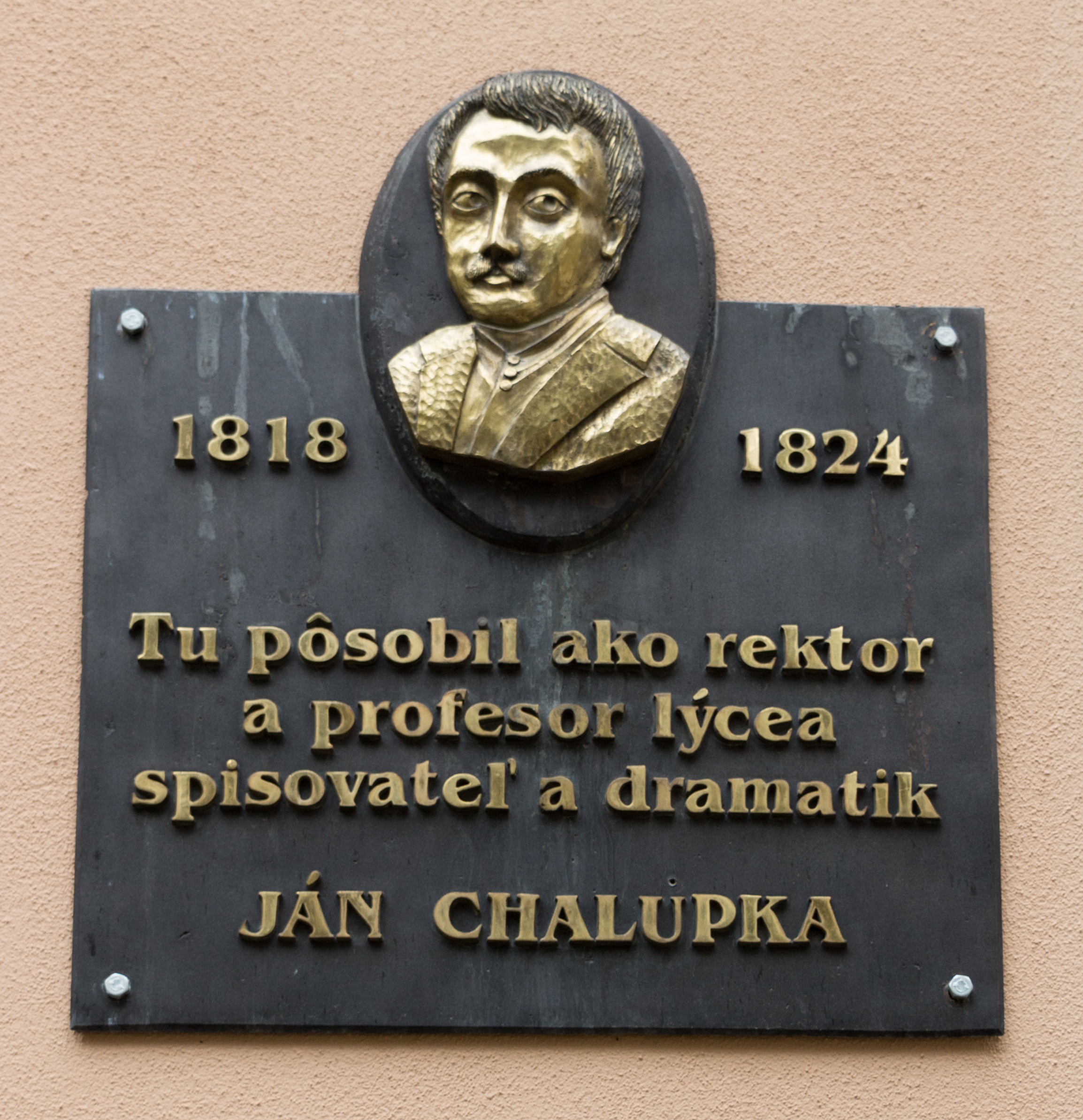
Plaketa na stěně lycea v Kežmarku

  - 1830 - Kocourkovo, anebo: Jen abychom v hanbě nezůstali, veselohra, která znamenala začátek soustavného působení ochotníků v Liptovskom Mikuláši
  - 1832 - Všecko naopak, aneb: Tesnošilova Anička se žení a Honzík se vydává, veselohra těsně navazující na Kocourkovo
  - 1833 - Trasořitka, anebo: Stará láska se přece dočekala, veselohra
  - 1835 - Třináctá hodina, aneb: Však se nahledíme, kdo bude hlásníkem v Kocourkově, veselohra
  - 1837 - Starouš plesnivec anebo Čtyry svadby na jednom pohřebe v Kocourkově, veselohra
- 1836 - Kocourkovo, značně upravená prozaická verze veseloher
- 1841 - Bendeguz, Gyula Kolompos a Pišta Kurtaforint. Donkichotiáda podle nejnovší módy (Bendeguz, Gyula Kolompos und Pista Kurtaforint. Eine Donquixottiade nach der neuesten Mode von P. P.), satirické dílo psané maďarsky, ale vytištěné v němčině
- 1842 - Zpěvník, přidal do něj 45 duchovních písní, které sám složil
- 1846 / 1847 - Kázně nedělní a svátečné
- 1854 - Dobrovoľníci, činohra
- 1858 - Dejiny generálnych synod oboch evanjelických vyznaní v Uhorsku od roku 1791 (Geschichte der Generalsynoden beider evangelischen Konfessionen der Ungarn vom Jahre 1791), historická studie
- 1862 - Fuk a Huk, alebo: Prvý apríl, fraška
- 1868 - Juvelír, veselohra (vyšla až v souborném díle)
- Hrdá pýcha skrotla, jednoaktovka (vyšla až v souborném díle)